# Музеј савремене умјетности Републике Српске
Јавна установа Музеј савремене умјетности Републике Српске централна је музејска установа за обављање музејске дјелатности у Републици Српској. Музеј се налази у једној од најрепрезентативнијих грађевина Бањалуке –  старој аустроугарској жељезничкој станици саграђеној 1891. године, која је 1981. намјенски адаптирана  за потребе музејске институције, чиме су задовољени музеолошки стандарди.

## Историјат
Музеј савремене умјетности Републике Српске основан је 13. јануара 1971. године одлуком Скупштине Општине Бањалука као Умјетничка галерија у Бањалуци. Умјетничка галерија настала је након акције ликовних умјетника са простора бивше Југославије и других крајева свијета, који су се солидарисали са Бањалуком, погођеном катастрофалним земљотресом 26. и 27. октобра 1969. године. Заједничком акцијом солидарности, истакнути југословенски сликари, историчари умјетности и пријатељи Бањалуке, као помоћ настрадалом граду прикупили су приближно 800 умјетничких дјела, што је послужило као темељ за оснивање институције и чинило њен почетни фундус.
Новоименована Галерија имала је задатак да систематски истражује, прикупља, проучава, чува, обрађује, рестаурише, конзервира и јавно излаже умјетничка дјела из области ликовне умјетности, како домаћих тако и страних аутора. Њен допринос огледао се и у унапређивању ликовне културе и умјетности на ширем простору свог дјеловања, као и ширењу и развијању смисла за ликовну умјетност код публике уопште.
Прва стална поставка Умјетничке галерије отворена је и представљена публици 22. априла 1981. године, да би је потом конципирао Миодраг Б. Протић, оснивач Музеја савремене уметности у Београду. Његова стручна селекција издвојила је кључна дјела из фундуса Галерије, која су презентовала најзначајније појаве југословенске умјетности друге половине XX вијека. Убрзо потом, својим програмским активностима и интензивном комуникацијом са умјетницима, Умјетничка галерија профилисала се и развила у језгро ликовног стваралаштва средине. Током свог вишедеценијског дјеловања, Галерија је имала неколико модификованих сталних поставки, да би у новијем периоду стална поставка била измјештена, а фундус представљан кроз повремене тематски конципиране изложбе.
Одлуком Владе Републике Српске, Умјетничка галерија преименована је 1994. године у Галерију ликовних умјетности Републике Српске и тада је постала централна музејска републичка институција, задужена за област ликовне умјетности. Уочавање несклада између назива Галерије ликовних умјетности РС и онога што је она професионално радила, довело је до преименовања институције у Музеј савремене умјетности Републике Српске, одлуком Владе Републике Српске, 10. фебруара 2004. године. Организација стручног рада Музеја наставила је да прати већ од раније утврђену праксу развијања сложене музејске институције, у којој су се конципирале основне карактеристике савременог музеолошког рада.

## Музеј данас
Музеј савремене умјетности Републике Српске једина је музејска институција у Босни и Херцеговини са овим називом и уско је профилисана за област савремене умјетности. Своју дјелатност Музеј усмјерава на активно подстицање развоја савремене умјетничке сцене простора на коме дјелује, функционишући као језгро прикупљања, проучавања и представљања савремених умјетничких пракси. Са друге стране, своје програмске активности Музеј базира и на међународној сарадњи са релевантним институцијама, чиме је омогућено активно праћење и презентовање актуелних умјетничких токова. Захваљујућу овим активностима активирана је веома жива и динамична савремена сцена, чији домети су препознати и у међународним оквирима.
Најзначајнији досадашњи пројекат институције јесте организација, продукција и презентација Павиљона Босне и Херцеговине на 55. Венецијанском бијеналу 2013. године, за који је изабрана изложба „Врт уживања“ Младена Миљановића, као и на 57. Венецијанском бијеналу 2017. године, за који је изабрана изложба “University of Disaster” Раденка Милака у сарадњи са Романом Урањеком и интернационалним гостима.
Међу најважније међународне пројекте Музеја убрајају се изложбе „Нова религија” британског умјетника Дејмијана Хирста 2016. године, те изложба „Таштина малих разлика” британског умјетника Грејсона Перија 2017. године, које су реализоване у сарадњи са British Council-ом.
Музеј је активан члан међународне организације ICOM и редовно обиљежава „Међународни дан музеја“ и манифестацију „Европска ноћ музеја“.
У оквиру интернационалне награде „Жива“, коју додјељује Форум славенских култура за најбољи музеј југоисточне Европе, Музеј је 2014. године награђен специјалним признањем за креативност, а истакнута је и његова значајна улога у односу према локалној заједници и подстицају стваралаштва младих умјетника.
Поводом обиљежавања Дана Града 22. априла 2016. године, Музеју савремене умјетности Републике Српске уручена је награда „Плакета Града Бања Лука“. Ово значајно признање Музеју је припало за изузетна остварења у области културе и умјетности, а додијељено је на основу иницијатива за додјелу награда и признања најзаслужнијим установама.

## Одјељења
У оквиру Музеја дјелују четири одјељења: 
- Одјељење збирки
- Информационо-документациони центар и библиотека
- Одјељење за едукативне програме
- Одјељење за изложбене и програмске дјелатности.

## Колекција
Музејска колекција распоређена је у четири збирке: 
- Збирка сликарства
- Збирка графика и радова на папиру
- Збирка скулптура, објеката и инсталација
- Збирка медијске умјетности

Музеј савремене умјетности Републике Српске посједује колекцију која обухвата преко 1600 умјетничких дјела и најрепрезентативнија је музејска колекција овог типа на простору Босне и Херцеговине. Већина дјела која чине колекцију припада другој половини XX вијека, док је током посљедње деценије политика попуњавања збирки Музеја усмјерена ка савременим умјетничким праксама насталим након 2000. године.
Основу за формирање колекције чинило је 800 дјела поклоњених у акцији солидарности, организованој након разорног земљотреса који је погодио Бању Луку 1969. године, а која су чинила почетни фундус новоформиране Умјетничке галерије. Своје радове тада су поклонили бројни југословенски, европски и свјетски умјетници.
Поред акције солидарности која се наставила и у наредном периоду, за даље проширивање музејског фундуса значајно је поменути откупљивање експоната са југословенске ликовне манифестације Јесењи салон, одржаване бијенално од 1962. до 1991. године у Бањој Луци. Одмах по оснивању 1971, Галерија је преузела организацију Јесењег салона и, новим професионалним приступом у наредним деценијама омогућила континуиран откуп дјела значајнијих умјетника из региона и свијета.
Преименовањем институције у Музеј савремене умјетности Републике Српске 2004. године, нова стратегија и приоритети дјеловања утицали су на промјене у организацији фундуса. Његову првобитну подјелу на Збирку босанскохерцеговачке умјетности, Збирку југословенске умјетности и Збирку стране умјетности, засновану на параметрима географске одређености, замијенила је савременија подјела која у свом фокусу има умјетничке медије као основну одредницу.

## Директори институције
- Бекир Мисирлић (13. јануар 1971 - 23. фебруар 1973)
- Видосава Грандић Хусеџиновић (24. фебруар 1973 - 31. јануар 1982)
- Драгојла Тошић (1. фебруар - 30. април 1982)
- Бесим Карабеговић (1. мај 1982 - 25. јун 1992)
- Драгојла Стојаковић (25. јун 1992 - 1. март 1994)
- Никола Галић (2. март 1994 - 1. новембар 1998)
- Ранко Рисојевић (3. новембар 1998 - 1. новембар 1999)
- Никола Галић (4. јул 2000 - 11. март 2002)
- Љиљана Лабовић Маринковић (12. март 2002 - 20. фебруар 2014)
- Сарита Вујаковић (20. фебруар 2014  - данас)